# Reinwardtiodendron humile
Reinwardtiodendron humile är en tvåhjärtbladig växtart som först beskrevs av Justus Carl Hasskarl, och fick sitt nu gällande namn av D.J. Mabberley. Reinwardtiodendron humile ingår i släktet Reinwardtiodendron och familjen Meliaceae. Inga underarter finns listade i Catalogue of Life.